# Cicor
Cicor ist eine Schweizer Gruppe international tätiger Unternehmen der Elektronikindustrie. Mit rund 4'300 Mitarbeitenden in 12 Ländern bietet Cicor Electronic Manufacturing Services (EMS), Ingenieursdienstleistungen, Präzisionskunststoff, Hybridschaltungen, Leiterplatten (PCB) und gedruckte Elektronik an.
Die Aktien der Cicor Technologies Ltd. werden an der SIX Swiss Exchange gehandelt (CICN).

## Standorte
Der Hauptsitz der Cicor Group liegt in Boudry im Kanton Neuenburg in der Schweiz. Cicor betreibt Produktionsstätten 12 Ländern:
- China: Dongguang, Suzhou
- Deutschland: Buttlar, Dresden, Radeberg, Suhl, Ulm, Wutha-Farnroda
- Frankreich: Angers, Combrée, Douarnenez, Neuilly-en-Thelle, Saint-Agrève
- Indonesien: Batam
- Marokko: Berrechid, Témara
- Rumänien: Arad, Bukarest
- Schweden: Norrtälje
- Schweiz: Boudry, Bronschhofen, Wangs
- Singapur
- Tunesien: Bordj Cedria
- Vietnam: Thuận An
- Vereinigtes Königreich: Bedford, Gosport, Hartlepool, Newport